# Giflof
GIFLOF – polski zespół muzyczny z Górnego Śląska, grający muzykę rockową z elementami folku.

## Działalność artystyczna
GIFLOF powstał w Tychach w 2011 roku z inicjatywy Łukasza Kosickiego i Błażeja Banasia. Obecnie formację tworzy pięciu muzyków pochodzących z Tychów i Katowic. Jak sami określają grają muzykę będącą mieszanką rocka i folku, przeplatając to nieraz poezją. Niektóre z utworów GIFLOF można zaliczyć do poezji śpiewanej, z uwagi na fakt, iż grupa często sięga po wiersze autorstwa Kazimierza Przerwy-Tetmajera, Juliana Tuwima i Cypriana Kamila Norwida. Do tej pory największą popularność przyniósł im singiel "Duchy i ludzie", który wygrał Ogólnopolski Konkurs Polskiego Radia „Przebojem na antenę” reprezentując Polskiego Radia Katowice. W 2012 roku w Kozubniku został do niego nagrany oficjalny teledysk. Debiutancki album formacji zatytułowany GIFLOF ukazał się 1 października 2013 roku, dostępny w chwili obecnej wyłącznie w sprzedaży podczas koncertów. Mastering dźwięku wykonało londyńskie studio Abbey Road.

## Nagrody i wyróżnienia
- 1. miejsce w X Ogólnopolskim Konkursie Polskiego Radia "Przebojem na antenę" (2012 r.)[3],
- 2. miejsce na XIII Festiwalu Muzycznym im. Ryśka Riedla „Ku przestrodze” (2011 r.)[4],
- Festiwal Rock Stars (2012 r., wyróżnienie),
- Hard Rockowa Scena Muzzo (2011 r., finał)[5],
- XI Festiwal Muzyki Niemechanicznej Around The Rock (2011 r., finał )[6],
- Otwarta scena muzyczna, organizowana przez Siemianowickie Centrum Kultury (2012 r., finał)[7] ,
- Festiwal Ekosong w Katowicach.

## Muzycy
- Łukasz Kosicki – głos, gitary
- Błażej Banaś – akordeon, klawisze, głos
- Mikołaj Cierpka – gitary, mandolina, banjo, głos
- Witold Ratajczyk – gitara basowa
- Krzysztof Kot – perkusja

## Dyskografia
- GIFLOF (2013)

## Teledyski
- GIFLOF – Duchy i Ludzie (2012)[8]